# Kolafushi
Kolafushi est une petite île inhabitée des Maldives.

## Géographie
Kolafushi est située dans le centre des Maldives, au Sud-Est de l'atoll Kolhumadulu, dans la subdivision de Thaa. 